# Martin Richter
Martin Richter (ur. 6 grudnia 1977 w Prościejowie) – czeski hokeista. Reprezentant Czech.

## Kariera
- HC Ołomuniec (1995-1997)
- HC Becherovka Karlowe Wary (1997-1999)
- SaiPa (1999-2001)
- Hartford Wolf Pack (2001-2002)
- Sparta Praga (2002-2005)
  -  CSKA Moskwa (2003)
- Bílí tygři Liberec (2005-2006)
- Hartford Wolf Pack (2006-2007)
- HC Pardubice (2007)
- Södertälje (2007-2009)
  -  HC 05 Banská Bystrica (2008)
- HC Pardubice (2009)
- HC Kometa Brno (2009-2010)
- HC Oceláři Trzyniec (2010-2012)
- HC 05 Bańska Bystrzyca (2012-2013)
- Ciarko PBS Bank KH Sanok (2013-2015)

Wychowanek klubu HC Prostějov w rodzinnym mieście. W swojej karierze klubowej rozegrał 14 sezonów w ekstralidze czeskiej (łącznie 443 mecze) oraz po dwa sezony w ekstralidze słowackiej, fińskiej SM-liiga, szwedzkiej Elitserien i amerykańskich rozgrywkach American Hockey League. Od lipca 2013 zawodnik Ciarko PBS Bank KH Sanok w rozgrywkach Polskiej Hokej Ligi. Od sierpnia 2013 do końca sezonu 2013/2014 kapitan tej drużyny. Na początku września 2014 przedłużył kontrakt z klubem. Odszedł z klubu po zakończeniu sezonu 2014/2015.
W latach 1998–2007 był wielokrotnym reprezentantem Czech. Uczestniczył w turniejach mistrzostw świata w 2001, 2002, 2003, 2006

## Sukcesy

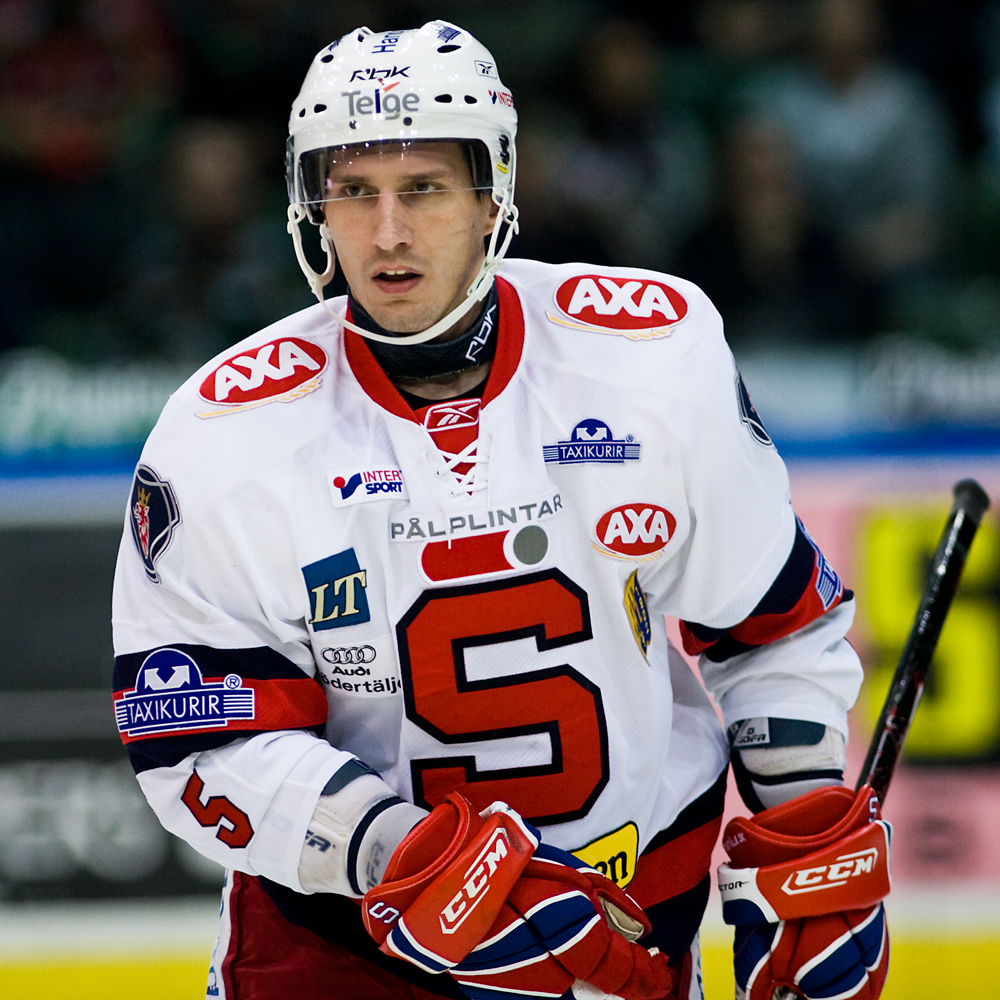
Martin Richter w barwach Södertälje (2008)

Reprezentacyjne
- Złoty medal mistrzostw świata: 2001
- Srebrny medal mistrzostw świata: 2006

Klubowe
- Złoty medal mistrzostw Czech: 2002 ze Spartą Praga, 2011 z Oceláři Trzyniec
- Brązowy medal mistrzostw Czech: 2003, 2004
- Finał Pucharu Spenglera: 2004 ze Spartą Praga
- Puchar Prezydenta Czeskiej Federacji Hokeja na Lodzie: 2011 z Oceláři Trzyniec, 2012 ze Spartą Praga
- Finał Pucharu Polski: 2013, 2014 z Ciarko PBS Bank KH Sanok
- Złoty medal mistrzostw Polski: 2014 z Ciarko PBS Bank KH Sanok

Indywidualne
- Puchar Kontynentalny 2014/2015#Grupa C:
  - Pierwsze miejsce w klasyfikacji asystentów w turnieju Grupy C: 4 asysty[5]